# الجزوع (مناخة)

تعديل مصدري - تعديل

الجزوع هي إحدى قرى عزلة دعوة بمديرية مناخة التابعة لمحافظة صنعاء، بلغ تعداد سكانها 122 نسمة حسب تعداد اليمن لعام 2004.